# 1796 w literaturze
Wydarzenia literackie w 1796 roku.

## Nowe książki

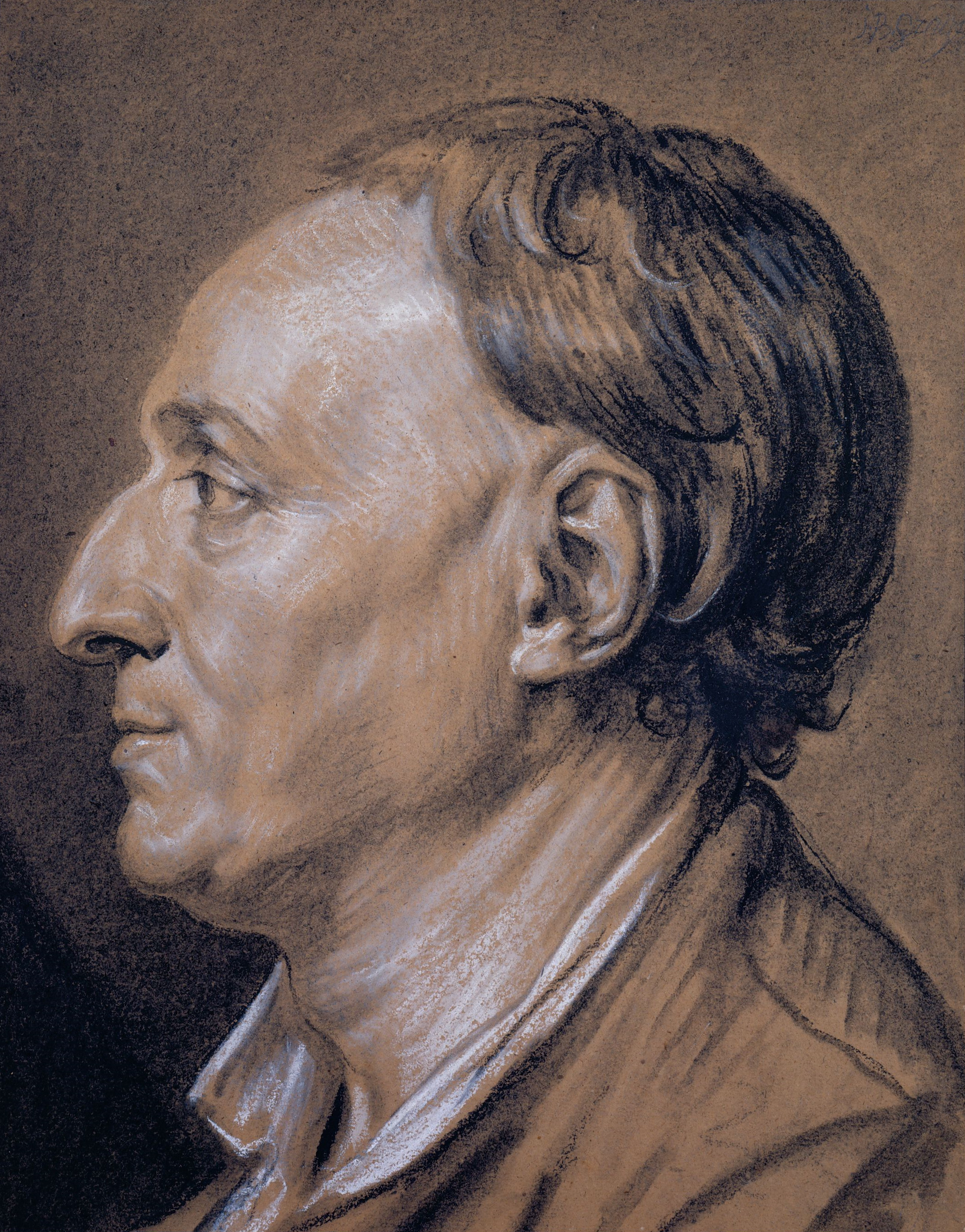
Denis Diderot

- Denis Diderot − Kubuś Fatalista i jego pan (napisane w 1776)

## Urodzili się
- 17 kwietnia – Stanisław Jachowicz, polski poeta, pedagog, bajkopisarz (zm. 1857)
- 24 grudnia − Fernán Caballero, hiszpańska pisarka (zm. 1877)

## Zmarli
- 17 lutego – James Macpherson, szkocki poeta (ur. 1736)
- 23 kwietnia − Theodor Gottlieb von Hippel Starszy, pruski pisarz (ur. 1741)
- 8 lipca – Adam Tadeusz Naruszewicz, polski biskup, nadworny historyk i poeta, dramatopisarz i tłumacz (ur. 1733)
- 21 lipca – Robert Burns, szkocki poeta (ur. 1759)[1]